# 단양 영천리 측백나무 숲
단양 영천리 측백나무 숲(丹陽 令泉里 측백나무 숲)은 충청북도 단양군 매포읍 영천리에 있는 측백나무 숲이다. 대한민국의 천연기념물 제62호로 지정되어 있다. 원래 명칭은 ‘영천리의 측백수림’이었으나, 2008년 4월 변경되었다.

## 개요
측백나무는 중국 및 우리나라에 분포하고 있으며, 우리나라에서는 단양, 달성, 안동, 영양 등지에서 자라고 있다. 절벽 바위틈에 뿌리를 내리고 숲을 이루는 경우가 많으며, 주변환경을 아름답게 하기 위해 주택과 마을 주변에 많이 심고 있다.
영천리의 측백수림은 단양에서 제천에 이르는 국도변에 자리잡고 있으며, 높이 100m 남짓한 석회암지대에 있다. 나무의 높이는 1∼2m정도로 띄엄띄엄 자라고 있으며, 주변에 뚜렷한 숲이 구성되어 있지 않아 겉에서 보면 측백나무만 있는 것으로 보이지만 갈기조팝나무 등 석회암지대에 주로 자라는 나무들도 발견되고 있다.
영천리의 측백수림은 측백나무가 석회암지대에 잘 자란다는 것을 보여주는 표본이 되고 있으며, 우리나라에 몇 개 없는 측백나무 자생지가 단양, 달성, 안동, 영양 등의 먼거리에 작은 집단으로 자라고 있는 것은 식물군락학상 또는 집단유전학상 연구가치가 매우 높아 천연기념물로 지정·보호하고 있다.

## 참고 자료
- 단양 영천리 측백나무 숲 - 국가유산청 국가유산포털